# Edvin Kallstenius
Edvin Kallstenius (født 29. august 1881 i Filipstad, Värmland, død 22. november 1967 i Stockholm, Sverige) var en svensk komponist, arrangør, dirigent og bibliotekar.
Kallstenius studerede naturvidenskab på Universitetet i Lund, og studerede komposition og direktion på Musikkonservatoriet i Leipzig hos Stephan Krehl og Arthur Nikisch (1904-1907). Han skrev fem symfonier, fem sinfoniettas, orkesterværker, kammermusik, otte strygekvartetter, koncertmusik etc. Kallstenius var bibliotekar ved Sveriges Radio  (1928–1946). Han var også arrangør bl.a. af sangen Du gamla, Du fria, og sad i bestyrelsen i Den Svenske Komponistforening. Han er mest kendt for sine symfonier og orkesterværker.

## Udvalgte værker
- Symfoni nr. 1 (i Es-dur) (1926) - for orkester
- Symfoni nr. 2 (i F-mol) (1935) - for orkester
- Symfoni nr. 3 (i A-mol) (1948) - for orkester
- Symfoni nr. 4 "Symfoni af Fresker" (i E-mol) (1953-1954) - for orkester
- Symfoni nr. 5 "Almindelig symfoni, men over tolvtone temaer" (1960) - for orkester
- Sinfonietta Koncertata (1922) for klaver og orkester
- Sinfonietta nr. 1 (1923) - for orkester
- Sinfonietta nr. 2 "Ekspresiv" (1946) - for orkester
- Sinfonietta nr. 3 "Sinfonietta Dodicitonica" - for orkester
- Sinfonietta nr. 4 "50 "Semi-Seriel" (1950) - for orkester